# Taras Ljutyj
Taras Wolodymyrowytsch Ljutyj  (ukrainisch Тарас Володимирович Лютий; wiss. Transliteration Taras Volodymyrovyč Ljutyj; * 23. November 1972 in Romny, Ukrainische SSR) ist ein ukrainischer Philosoph und Essayist.

## Biographie
Taras Wolodymyrowytsch Ljutyj wurde am 23. November 1972 in Romny in der Oblast Sumy geboren. Zunächst studierte er am Politechnicum Kiew Elektroakustik und folgte damit naturwissenschaftlichen Familientraditionen. Nach Beendigung dieses Studiums 1996 nahm er an der 1992 neugegründeten Nationalen Universität Kiew-Mohyla-Akademie das Studium der Philosophie auf, das er im Jahr 2000 mit dem Magistergrad abschloss. Anschließend wirkte er am Skoworoda-Institut für Philosophie unter Professor Myroslaw Popowytsch als Dozent. Sein Interesse für Philosophische Anthropologie, seinem Lehrfach am Institut, spiegelt sich in seinen beiden wissenschaftlichen Arbeiten, der Dissertation aus dem Jahr 2001 und der Habilitation von 2009, wider. Seit 2003 lehrte Ljutyj zusätzlich am römisch-katholischen Thomas-Aquin-Institut Kiew. Seit 2011 unterrichtet Ljutyj am Lehrstuhl für Philosophie und Religionswissenschaft der Mohyla-Akademie. Taras Ljutyj gehört mit Wolodymyr Jermolenko und Vadim Menzhulin zur nächsten Generation der Kiewer philosophischen Schule, deren Ahnherr der auf Logik und Kulturanthropologie spezialisierte Myroslaw Popowytsch ist. Er ist mit der Kulturwissenschaftlerin und -managerin und zeitweiligen stellvertretenden Kultusministerin der Ukraine und jetzigen Direktorin des Kiewer Kunstarsenals Olesja Ostrowska verheiratet, mit der er eine Tochter hat. Mitglied des PEN Ukraine.

## Werk
Einer der zentralen Gesprächspartner von Ljutyjs Nachdenken ist Friedrich Nietzsche. In seiner Dissertation „Nihilismus: Anatomie des Nichts“ verfolgt er die Geschichte des Nihilismus und zeigt seine Bedeutung als eines notwendigen integralen Bestandteils der Wertschätzung des Seins, das hierdurch erhellt wird. Das hierin liegende hermeneutische Phänomen verfolgt die Habilitation-Arbeit „Verständlichkeit des Unverständlichen“ weiter: Gegenüber einliniger technischer Rationalität hat das paradoxe Unverständliche eine wichtige ergänzende Funktion. Dies wird anhand von mythologischen, religiösen, sozialen, psychologischen, literarischen und künstlerischen zentralen Beispielen aufgezeigt. Nicht nur als Lehrer an der Mohyla-Akademie, sondern insbesondere infolge seiner Themen wurde Ljutyj bereits vor dem Euromaidan ein wichtiger Gesprächspartner in der ukrainischen Werte-Diskussion.

## Bibliographie

### Wissenschaft
- Нігілізм: анатомія Ніщо (Nihilismus: Anatomie des Nichts). Kiew (Parapan) 2002.
- Розумність нерозумного (Klugheit des Unverständlichen). Kiew (Parapan) 2007.
- Т.В. Лютий/О.А. Ярош, Культура масова і популярна: теорії та практики (Massen- und Populärkultur, gemeinsam mit O. Jarosch). Kiew, (Ahenstwo Ukraina) 2007.
- Ніцше. Самоперевершення (Nietzsche. Selbstüberwindung). Kiew, (Tempora) 2016.
- Пригоди філософських ідей західного світу (Abenteuer der philosophischen Ideen der westlichen Welt). Kiew (Tempora) 2019.
- Двійник. Про природу дублювання і множинності (Doppelt. Über die Natur der Duplikation und Vervielfältigung). Kiew (Vichola) 2021.
- Сковорода. Самовладання (Skoworoda. Gelassenheit). Kiew (Tempora) 2022.

### Literarisches
- Корабель шаленців (Narrenschiff). Lwiw 2017.
- Паладини луни (Paladine des Mondes) Kiew (Tempora) 2019.

### Aufsätze
Artikel in verschiedenen Tagungsbeiträgen und Fachzeitschriften, u. a. Filosof’ska Dumka.
- У сутінках інтелектуалізму (In den Dämmerungen des Intellektualismus), in: Krytyka 2004/1-2 (75–76) 31 f.
- Похвала хибодрукам, помилкам і обмовкам (Lob der dummen Fehler, Irrtümer und Versprecher), in: Krytyka 2009/11-12 (145–146) 27.
- Myths of Maidan, in: Volodymyr Kadygrob u. a. (Hg.), #Euromaidan. History in the making. Kiev 2014, 42-49.